# Плавковское сельское поселение
Плавковское сельское поселение — упразднённое с 12 апреля 2010 года муниципальное образование в Боровичском районе Новгородской области России.
Административным центром была деревня Плавково.
Сельское поселение расположено южнее города Боровичи. По территории поселения проходит участок автодороги Р-8 Боровичи-Валдай.
Плавковское сельское поселение было образовано в соответствии с законом Новгородской области от 11 ноября 2005 года № 559-ОЗ, затем к территории Ёгольского сельского поселения, присоединена деревня Шиботово, в соответствии с областным законом № 715-ОЗ, с апреля 2010 года сельское поселение объединено наряду с также упразднёнными Железковским и Реченским во вновь образованное Железковское сельское поселение с административным центром в деревне Железково.

## Населённые пункты
На территории сельского поселения были расположены деревни: Бобровик, Большие Новоселицы, Вашнево, Давыдово, Князево, Крупа, Лудилово, Лука, Марково, Михалино, Павловка, Плавково, Прошково, Скреплёва Горушка, Хламово, Шапкино, Шиботово, Шипино.